# نبرد زار
نبرد زار (انگلیسی: Saar Offensive) نبردی بود که در اوایل جنگ جهانی دوم و از ۷ تا ۱۶ سپتامبر ۱۹۳۹ رخ داد. در جریان این نبرد، نیروهای فرانسه به زارلاند واقع در آلمان حمله کردند. حدود ۴۰ لشکر، شامل یک لشکر زرهی، سه لشکر مکانیزه، ۷۸ هنگ توپخانه و ۴۰ گردان تانک، برای یاری لهستان، که از سوی آلمان مورد حمله قرار گرفته‌بود، فرستاده شدند. با وجود رسیدن ۳۰ لشکر به مرز (و رد شدن از مرز در برخی موارد)، هیچ حمله‌ای رخ نداد. با پیروزی سریع آلمان در لهستان، این کشور خطوطش را با نیروهای تازه تقویت کرد و در نتیجه، نبرد متوقف شد. نیروهای فرانسوی در نهایت و در حین ضدحملهٔ آلمان در ۱۷ اکتبر عقب‌نشینی کردند.